# Podastrana
Podastrana is een plaats in de gemeente Gospić in de Kroatische provincie Lika-Senj. De plaats telt 76 inwoners (2001).